# Madre, Somvarpet
Madre là một làng thuộc tehsil Somvarpet, huyện Kodagu, bang Karnataka, Ấn Độ.